# Драгош (Грчка)
Драгош (грч. Ζευγολατειό, Зевголатио) је насељено место у општини Доња Џумаја у периферији Средишња Македонија, Грчка. Према попису из 2021. године било је 249 становника.
Према бугарском географу и историчару, Василу Канчову, у Драгошу је 1900. године живело 400 Словена хришћана и 60 Рома. Током Првог светског рата село је настрадало и већи део мештана је избегао, тако је после рата остало 155 житеља. Године 1924. принудно је исељено преостало словенско становништво у Бугарску а на њихово место је насељено 95 грчких избегличких породица, којих је на попису из 1928. године било 438.